# (30720) Fernándezlajús
(30720) 1969 GB est un astéroïde de la ceinture principale découvert en 1969.

## Description
(30720) 1969 GB a été découvert le 9 avril 1969 au Observatorio Félix Aguilar (808) au El Leoncito, un observatoire astronomique professionnel argentin, situé sur les contreforts orientaux de la cordillère des Andes, par Carlos Ulrrico Cesco.

### Caractéristiques orbitales
L'orbite de cet astéroïde est caractérisée par un demi-grand axe de 3,19 ua, un périhélie de 2,90 ua, une excentricité de 0,09 et une inclinaison de 10,28° par rapport à l'écliptique. Du fait de ces caractéristiques, à savoir un demi-grand axe compris entre 2 et 3,2 ua et un périhélie supérieur à 1,666 ua, il est classé, selon la JPL Small-Body Database, comme objet de la ceinture principale.

### Caractéristiques physiques
(30720) 1969 GB a une magnitude absolue (H) de 13,3 et un albédo estimé à 0,324.